# هیچ‌یک از مردانش (فیلم ۱۹۳۲)
هیچ‌یک از مردانش (انگلیسی: No Man of Her Own) فیلمی آمریکایی در سبک کمدی رمانتیک به کارگردانی وسلی راگلز است که در سال ۱۹۳۲ منتشر شد.

## بازیگران
- کلارک گیبل
- کارول لمبارد
- دوروتی مک‌کیل
- الیزابت پترسون
- جورج باربیه
- گرانت میچل
- جی. فارل مک‌دانلد
- جری تاکر
- والیس کلارک
- لیلیان هارمر
- اسکار اسمیت